# المدرسه الأمريكية العالمية في فيينا
المدرسة الأمريكية العالمية في فيينا هي مدرسة عالمية غير ربحية في فيينا، النمسا. المدرسة الأمريكية العالمية معتمدة من قبل جمعية الولايات الوسطى للمدارس والجامعات، المدرسة العالمية الأمريكية، ومجلس المدارس العالمية، ومعترف بها من قبل وزارة التربية والتعليم النمساوية. 
| معلومات                  |                          |
| النوع                    | خاصة                     |
| انشأت                    | 1959                     |
| المرحلة                  | قبل الروضة-12 (عمر 4-18) |
| نسبة الطلاب إلى المدرسين | 7.7:1                    |
| الالوان                  | اخضر/اسود                |
| مؤتمر الالعاب الرياضيه   | DVAC , SCIS , ISST       |
| الموقع الالكتروني        | www.ais.at               |

الطلاب
المدرسة الأمريكية العالمية تخدم تقريبا ثمانية مائة طالب من ستين دولة. مع حوالي النصف من مجموع الأمريكي أوالنمساوي. المدرسة مقسمة إلى ثلاثة أقسام، ابتدائي ( ما قبل رياض الأطفال إلى الصف الخامس), المتوسط  ( الصف السادس، السابع, والثامن), و الثانوية ( الصف التاسع إلى الثانية عشر). الفصول النموذجية بها عشرين طالب، ومع كثرة دورات تعلم اللغات بأعداد محدودة.
معدل الإقامة في المدرسة الأمريكية العالمية هو أربع سنوات، مع تقريبا 200 طالب جديد معترف به كل عام.
منظمات دولية، والشركات الدولية. ام المجتمع العالمي هو في الغالب مرتبط مع السفارات,
يميل الآباء المحليون للعمل في الشركات الخاصة أو الطب والحقوق.
أعضاء هيئة التدريس
كل قسم من الأقسام الأكاديمية الثلاثة يرأسه مدير. بالإضافة، يضم فريق القيادة العليا مدير الكلية، مدير الألعاب الرياضية، الأنشطة, والفعاليات، مدير التقنية، مدير القبول، مدير الأعمال، ومدير المناهج والتدريس . هناك أيضا مستشارين في كل من الأقسام الثلاثة وأمناء مكتبات لكليات الإبتدائي والثانوية. يشرف ممرض ممارس بدوام كامل على الوحدة الصحية بالكلية الجامعية.
المدرسة منقسمة إلى العديد من المناطق: المدرسة الإبتدائية، المدرسة المتوسطة، والمدرسة الثانوية، الفيلا والنادي الرياضي. المدرسة بها أربع نوادي، ملعب واحد، مكتبتان, مسرح واحد ومدرج واحد. هناك 17 سلم في المبنى، ولا يوجد هناك إمكانية لوصول المعاقين.
أعضاء هيئة التدريس أكثر من 100 فرد. أكثر من 70% من المدرسين حاصلين على درجات عالية، مع حصول العديد منهم على الدكتوراه. الغالبية العظمى هي الولايات المتحدة. مواطنين، لكن المدرسة بها مدرسين من جنسيات أخرى، بما في ذلك أعضاء هيئة التدريس من أوروبا، كندا, الشرق الأوسط، الشرق الأقصى، وأمريكا الجنوبية.
تتراوح أعمار أعضاء هيئة تدريس المدرسة الأمريكية العالمية من27-65 , بمتوسط وعمر متوسط حوالي 46. معدل الإقامة للمدرسين في المدرسة الأمريكية العالمية أكثر من عشر سنيين.
المرافق
يطل حرم جامعي المدرسة الأمريكية العالمية بفيينا على مساحة 10 فدان على المدينة وهو مجاور لغابات فيينا. مكونة من سبعة مبان مجاورة، يضم الحرم الجامعي مكتبات، كافتيريا, منشآت رياضيه، ستة مختبرات علمية، استوديوهات فن وموسيقى، المسرح, مدرج خارجي، وفصول خارجية. مدينة فيينا تشكل حرم جامعي واسع.
تم شراء الأرض للمدرسة من قبل حكومة الولايات المتحدة في أواخر عام 1950, باستخدام أموال الحكومة الأمريكية حصلت على خدمة مارشال، تحتل المدرسة المباني إلى الأبد. تم بناء المدرسة على طول تل منحدر. لا يمكن للطلاب أو أولياء الأمور الوصول للمدرسة الأمريكية العالمية من خلال التحديات الجسدية.
الفصول الدراسية مزودة بألواح ذكية، المدرسة الإبتدائية لديها وصول وافر إلى أجهزة الآيباد والحاسب المحمول، وابتداءا من الصف الخامس يعطى للطلاب الحواسب المحمولة الخاصة بهم كل سنة. يتميز الحرم الجامعي بشبكة إنترنت لاسلكية وشبكة طباعة، وعمل المعلمون مع منصات التعلم الإلكتروني. تحظر الشبكة اللاسلكية المدرسية جميع مواقع الويب المفيدة.